# Johanne Rygge
Johanne Christensdatter Rygge, död 1572, var en dansk kvinna som avrättades för häxeri i Ribe, vars protokoll från 1572-1652 är de mest välbevarade av alla danska häxprocesser, och därför har blivit de bäst undersökta av de danska häxprocesserna. 
Hon angavs av Maje hjælpere, som satt åtalad för häxeri i Store Darum, och som påstod att hon utövade kärleksmagi: 
'At hun havde sin omgængelse meget i Ribe og kunne gifte folk udi det hun kunne fly koner og piger mænd, desligeste mænd og karle folk, kvinder og piger'.
När hon ställdes inför rätta vittnade Peder Maler, Karen Jenses kone, Bendit Nielses kone och Johanne Nielses kone om att de hade hört henne och den avlidna Anna Termand tala om varandra som häxor. Anders Nielsen Holmbo i Vilslev uppgav att han tio år tidigare hade misshandlat henne och dagarna efter misshandeln hade varit psykiskt förvirrad. Rygge dömdes till att brännas på bål. Hon är det första fallet som nämns i Ribes väldokumenterade protokoll, som ligger till grund för en stor del av forskningen om Danmarks häxprocesser. 